# Glicogenólise

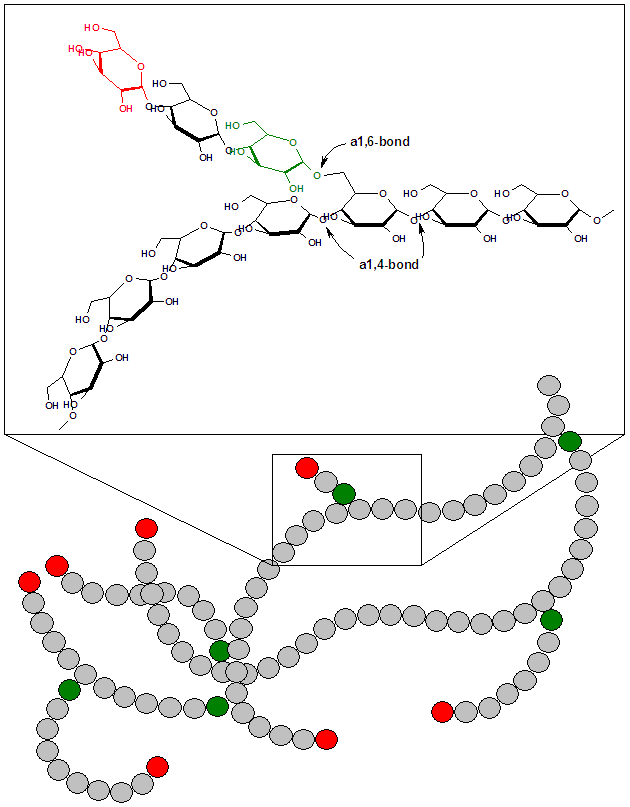
Glicogênio

Glicogenólise é a degradação de glicogênio realizada através da retirada sucessiva de moléculas de glicose.

## Etapas do processo

### Primeira parte

Glicose

A glicogênio fosforilase catalisa a reação em que uma ligação glicosídica, reunindo dois resíduos de glicose no glicogênio, sofre o ataque por fosfato inorgânico (Pi), removendo  o resíduo terminal não-redutor de glucose como glicose 1-fosfato.
Na fosforólise, parte da energia da ligação glicosídica é preservada na forma de éster fosfórico  glicose 1-fosfato.
A fosforilase age repetitivamente nas extremidades não-redutoras das ramificações do glicogênio, até que seja atingido num ponto distante quatro resíduos de uma ramificação. Aqui cessa a ação da fosforilase. A continuação da degradação pode ocorrer apenas depois da ação da α(1→6)glicosidase, que catalisa as duas reações sucessivas que removem as ramificações.

### Segunda parte
A glicose 1-fosfato é convertida em glicose 6-fosfato pela ação da enzima fosfoglicomutase.

### Terceira parte

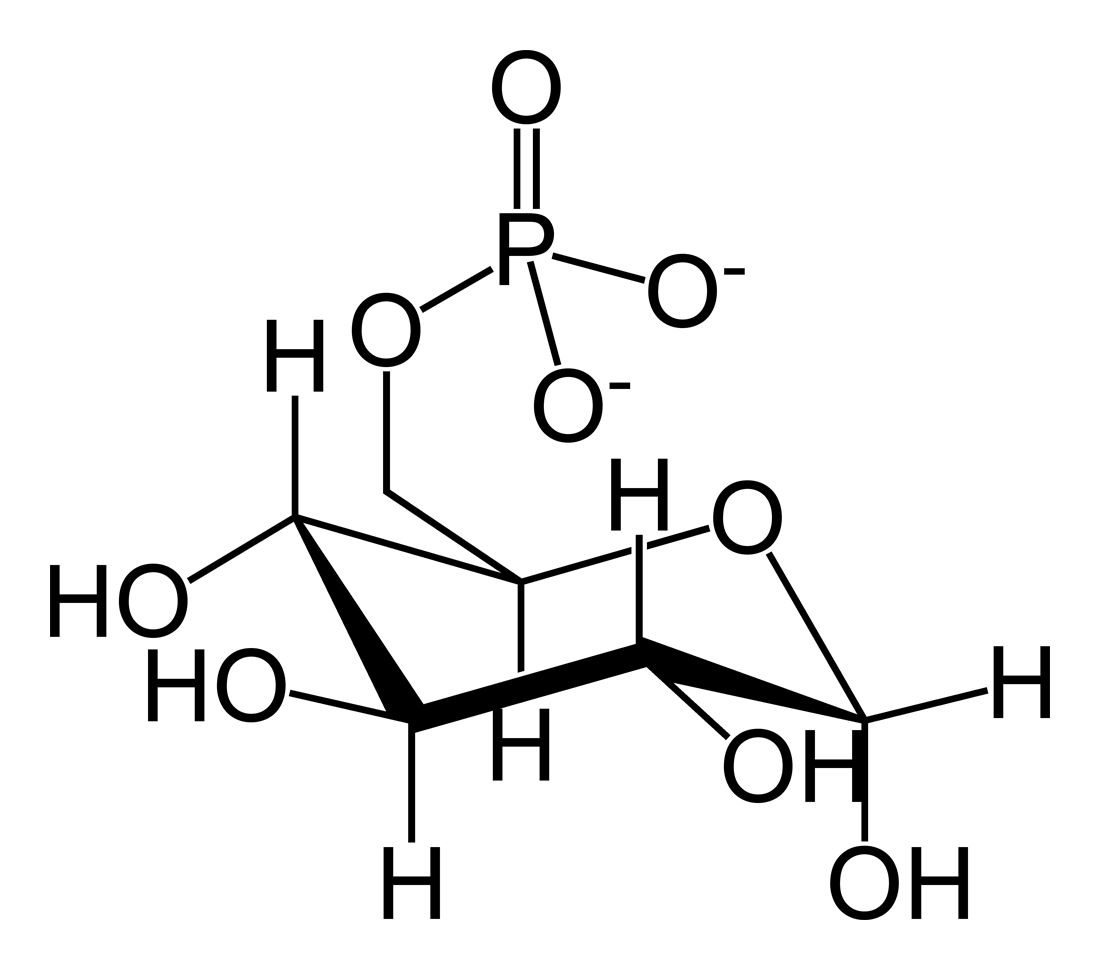
Glicose-6-fosfato

1. A última etapa, catalisada pela enzima glicose 6-fosfatase, é a hidrólise da glicose 6-fosfato a glicose.

Nota: A enzima glicose 6-fosfatase está presente principalmente no fígado, no entanto não existe no músculo, que apresenta como produto da glicogenólise a glicose 6-fosfato.